# Sunny!! (P丸様。のアルバム)
『Sunny!!』（サニー）は、P丸様。の1stフルアルバム。2021年3月17日発売。すとぷりのななもり。がプロデュースをし、大森靖子、クリープハイプの尾崎世界観、神聖かまってちゃん、TeddyLoidなどが楽曲を提供。発売元はSTPR Records。

## 概要
P丸様。の初のアルバム。Billboard JAPANの紹介では、アルバムについて「ひたすら野心的でカラフルなムードを宿し」ており、ジャケットに用いられている秋赤音によるイラストが「それを分かりやすく象徴している」という。
7曲目に収録されている「ガチやべぇじゃん (feat.ななもり。)」では、ななもり。がゲストボーカルとして参加している。
規格品版は以下の通り。
- 初回限定ボイスドラマCD盤：STPR-9021
  - P丸様。のオリジナルショートアニメ「ゆるふわ〜」シリーズのボイスドラマCD付き[5][8]。
- 通常盤：STPR-1011

## 収録曲

### CD（通常盤・初回限定ボイスドラマCD盤共通）
1. ならばおさらば [3:43]
作詞・作曲：尾崎世界観
編曲：キタニタツヤ
2. シャーベット [3:14]
作詞・作曲・編曲：ぷす（fromツユ）
3. Magical Word [4:16]
作詞・作曲・編曲：TeddyLoid
4. Me [3:24]
作詞・作曲・編曲：ポリスピカデリー
5. メンタルチェンソー [2:55]
作詞・作曲・編曲：かいりきベア
6. シル・ヴ・プレジデント [3:10]
作詞・編曲：ナナホシ管弦楽団
作曲：岩見陸
7. ガチやべぇじゃん (feat.ななもり。) [3:32]
作詞：烏屋茶房
作曲：烏屋茶房・篠崎あやと
編曲：篠崎あやと
8. 学園スペーシー [3:39]
作詞・作曲・編曲：ナユタン星人
Nintendo Switch/PS4ソフト『妖怪学園Y 〜ワイワイ学園生活〜』OPテーマ。
9. いにしえロマンティック [3:05]
作詞・作曲・編曲：ナユタン星人
TVアニメ『妖怪学園Y 〜Nとの遭遇〜』OPテーマ[9]。
10. 侵略魔少女エルゼメキア [2:23]
作詞：日野晃博
作曲：今泉吾弥
TVアニメ『妖怪学園Y 〜Nとの遭遇〜』EDテーマ。
11. 木星のビート (ver.P丸様。) [3:06]
作詞・作曲：ナユタン星人
編曲：すずみとりあ
オリジナル：ナユタン星人
12. 命に嫌われている。 [4:33]
作詞・作曲：カンザキイオリ
編曲：めんま
オリジナル：カンザキイオリ
13. グリングリン [3:31]
作詞・作曲・編曲：和田たけあき
14. 登録者いらん愛くれ [2:37]
作詞・作曲：大森靖子
編曲：大久保薫
15. とっても大好きっ! [3:42]
作詞・作曲：の子
編曲：木村篤史（glasswerks）

### ボイスドラマCD（初回限定ボイスドラマCD盤のみ）
1. ゆるふわ〜CD購入ありがとう!! [4:50]
2. P丸様。についてみんなに聞いてみたよ! [5:48]

## チャート成績
オリコン週間アルバムランキングの最高順位は2021年3月29日付の12位。オリコン週間合算アルバムランキングの最高順位は2021年3月29日付の14位。

## シル・ヴ・プレジデント
2021年5月ごろ、本アルバムに収録されている「シル・ヴ・プレジデント」がインターネット・ミーム化した。TikTok週間楽曲ランキングやJAPAN Heatseekers Songsにも登場し、連続で首位を獲得。

## メンタルチェンソー
2021年7月ごろ、本アルバムに収録されている「メンタルチェンソー」がインターネット・ミーム化した。TikTokで「振り付けを踊りながら“みんなに言われた偏見”を紹介する遊び」が行われた。
「TikTok HOT SONG Weekly Ranking」で、2021年6月14日から6月20日の17位、同年6月21日から6月27日の11位を経て、同年6月28日から7月4日において5位を獲得し、同年7月5日から7月11日でも2週連続で5位にランクインしている。